# 泉知束
泉 知束（いずみ ともちか、1976年9月4日 - ）は、日本の俳優、脚本家、演出家。熊本県熊本市出身。
舞台を中心に活動し、脚本・演出も手がける。演劇ユニット「Team Chica」を主宰し、俳優集団「ゴツプロ!」に所属している。

## 来歴
熊本県熊本市出身。小学生から高校まで野球部に所属し、高校卒業と同時に上京。日活の俳優養成所で演技を学び、1996年に劇団「麦」の公演『紅き唇』で俳優デビュー。その後、舞台や映像作品への出演を重ね、演出や脚本も手がけるようになる。現在は劇団「ゴツプロ!」に所属し、舞台作品に多数出演。自身が主宰する「Team Chica」では作・演出も担当している。

## 人物
熊本市出身。地域文化や祭りへの関心が深く、特に藤崎八幡宮秋季例大祭を好み、若い頃は祭りに参加するために帰省していた。
俳優として活動する傍ら、舞台だけでなく、企業向けの映像作品やSNS向けショートドラマの脚本・演出・監督も手がけている。演劇ユニット「Team Chica」では主宰としても活動している。

## 出演作品

### テレビドラマ
女同士（2000年、東海テレビ)
WATCH（2000年、フジテレビ)
未来戦隊タイムレンジャー（2000年、東映テレビ)
USO!?ジャパン（2001年、TBS)
ラーメン屋にて（2001年、CS）
PRIDE20（2002年、海外テレビ局）
コスモ★エンジェル（2002年、BSフジ・東海テレビ)
牡丹と薔薇（2003年、東海テレビ)
警視庁鑑識班18（2003年、日本テレビ) - 奥田 役
家政婦は見た!23（2003年、大映テレビ) - 一夫 役
めだか（2003年、フジテレビ)
櫛（2005年、日本テレビ)
緋の十字架（2005年、東海テレビ) - 古屋英司 役（準レギュラー）
白夜行（2006年、TBS)
銀座高級クラブママ 青山みゆき（2006年、テレビ朝日) - 鑑識官 役
隠蔽捜査（2006年、テレビ朝日)
未来創造堂「警備保障、飯田亮編」（2006年、日本テレビ)
ミッドナイトブルー（2006年、日本テレビ) - 木下義男 役
地獄少女（2007年、日本テレビ)
テレサ・テン物語〜私の家は山の向こう（2007年、テレビ朝日)
ホテリアー（2007年、テレビ朝日)
火災調査官・紅蓮次郎8（2008年、テレビ朝日) - 永谷孝人 役
刑事吉永誠一 涙の事件簿7（2008年、テレビ東京) - 原田健二 役
離婚妻探偵2（2008年、テレビ朝日) - 木原智樹 役
特命係長 只野仁（2009年、テレビ朝日) - 孝一 役
炎の警備隊長・五十嵐杜夫8（2009年、テレビ朝日) - 笹本卓司 役
NHKスペシャル シリーズ原発危機『福島第一原発事故〜あの時何が〜』（2011年、NHK総合) - 一号機主機 役
緑川警部VS33分の勇気（2012年、TBS) - 田代　役
NHKスペシャル メルトダウン3（2013年、NHK総合) - 一号機主機 役
鉄子の育て方（2014年、メ〜テレ)
ソタイ 組織犯罪対策課（2015年、テレビ東京) - 安川刑事 役
ザ!世界仰天ニュース（2015年、日本テレビ)
NHKスペシャル 原発メルトダウン〜危機の88時間〜（2016年、NHK総合) - 一号機主機 役
山本周五郎時代劇 武士の魂 第12話『失蝶記』（2017年、BSジャパン) - 真壁直忠 役
NEWSな2人（2019年、TBS)
刑事7人（2020年、テレビ朝日) - 北野悟 役
月曜プレミア8『警視庁強行犯係・樋口顕 呪縛』（2020年、テレビ東京) - 永井孝 役
向こうの果て（2021年、WOWOW) - 村上松夫 役
武士アシスタント逢坂くん（2021年、日本テレビ)
駐在刑事 Season3 第4話（2022年、テレビ東京) - 久保田和輝 役
就活タイムカプセル（2022年、TBS) - 朝井英一 役

### 舞台

#### 1990年代
ナツヤスミ語辞典（1997年、劇団『麦』）
泰山木の木の下で（1997年、Stage Station）
ダンスパフォーマンス KUMAMOTO with TOKYO（1997年）
熱く激しく冷たい…そんなピエロ達（1997年、LINKプロデュース）
ジプシー（1998年、劇団『麦』）
アルジャーノンに花束を（1998年、Stage Station）

#### 2000年代
罪人（2000年、Stage Station） - 主演
Run for Tomorrow（2001年、Team Chica Vol.1） - 作・演出・主演
サヨナラだけが人生さ（2001年、劇団OUTLAWS）
ゼロ番区（2001年、RISU PRODUCE Vol.3／北九州演劇祭）
雨ふるえる（2002年、Team Chica Vol.2） - 作・演出・主演
ゼロ番区（2002年、RISU PRODUCE Vol.4／再演）
山谷（2003年、RISU PRODUCE Vol.5）
同期の桜（2003年、夜想会／靖国神社提携）
わたしたちはそこらの人々（2006年、演劇GroupSO-SO）
しがらみの向こうに（2007年〜2009年、RISU PRODUCE・全国公演）
こぅちゃんのぶるーす（2009年、ミガナル団）
ぼくはだれ〜取調室の攻防〜（2009年、RISU PRODUCE) - グランプリ受賞

#### 2010年代
ぼくはだれ〜取調室の攻防〜（2010年〜2011年、RISU PRODUCE) - 主演
フツーの生活〜長崎編〜（2010年、44Produce）
旅の途中（2012年、Nana Produce)
風ながるる（2012年、Team Chica) - 作・演出・出演
a man’s manもしくは…（2015年、Frank Age Company）
最高のおもてなし（2016年、ゴツプロ!）
キャバレーの男たち（2017年、ゴツプロ!)
あるいは真ん中に座るのが俺（2017年、東京マハロ）
ガラスの怪物（2017年、牧羊犬プロデュース）
くるんのぱー（2017年、ふくふくや）
三の糸（2018年、ゴツプロ!)
たぶん世界は8年目（2018年、東京マハロ）
阿波の音（2019年、ゴツプロ!)
余白を埋める〜エリカな人々2019〜（2019年、東京マハロ）
その場忍びの茨城スッパーズ（2019年、TBS SPARKLE主催）

#### 2020年代
- 狭間の轍（2020年、ゴツプロ!)
- 分際（2020年、東京マハロ）
- 桃太郎（2020年、ゴツプロ!)
- 向こうの果て（2021年、ゴツプロ!)
- 十二人の怒れる男（2022年、ゴツプロ!) - 原作：レジナルド・ローズ／演出：西沢栄治
- 親父の記憶（2022年、劇団男魂) - 作・演出：杉本凌士[8]
- いごっそうと夜のオシノビ（2023年、Nana Produce) - 作：横山拓也／演出：寺十吾
- ブロッケン ver.1（2023年、ゴツプロ!) - 作：深井邦彦／演出：西沢栄治[9]
- 朝、私は寝るよ（2023年、ゴツプロ!×福田ユミ／Team Chica制作） - 作・演出：深井邦彦[10]
- イノレバカ（2023年、ゴツプロ!) - 作・演出：田村孝裕
- 無頼の女房（2024年、ゴツプロ!) - 作：中島淳彦／演出：青山勝[11]
- たかが十年の祭りゴツプロ!第十回公演（下北沢ザ・スズナリ）作・演出：川名幸宏[12]

### 映画
記憶〜KIOKU〜（2002年） - 脚本・主演
ROOM 2（2002年）
深大寺宗夫と愉快な仲間たち（インディーズ） - 主演
幻影回路 其の弐『月葬』（2002年、衛星劇場、山口洋輝監督） - 準主演
月桂哀歌（2004年） - 脚本・出演 ※第8回インディーズムービーフェスティバル グランプリ受賞
葬儀屋月（2005年、山口洋輝監督、Ezシネマ）
The EARS（2007年、中村拓監督） - 主演 ※第16回ロンドン「レインダンス映画祭」正式ノミネート
ちっけった（2008年、相川佳輝監督）
走り屋ZERO 2（2009年、トルネードフィルム）
SHINE（2009年、片山享監督） - 大場信人 役
モルモット （2009年、葉山陽一郎監督） - 宇佐美俊一 役
カンムリワシ（2010年、渡辺熱監督）
2ちゃんねるの呪い 劇場版（2011年、永江二朗監督）
ドッジボールの真理・伝説のレッドブルマー（2012年、葉山陽一郎監督）
DIONE（2013年、畑井雄介監督）
コンプリシティ　優しい共犯（2019年、近浦啓監督） - 声の出演
FPS（2024年、永江二朗監督）

### オリジナルビデオ
ゆりかちゃん（1997年）
実録!!リアル恐怖DX（2009年、永江二朗監督）
2ちゃんねるの呪い（2009年、永江二朗監督）
人生逆転ゲーム（2010年、室賀厚監督） - 声の出演
衝撃ファイル! 日本のコワーイ女（2011年、永江二朗監督）

#### VP
CEATEC JAPAN（NEC）
MAZDA STREET PERFORMANCE（2002年）
WORLD タケオキクチ（2006年）
ダンロップ (企業)|DUNLOP（2006年）
セガ UFOキャッチャー（2022年）

#### CM
カルピスウォーター（1996年）
DONET（2000年）
ANA's東京ハンティング（2000年）
ボールド（2007年、P&G)
ソニー損保（2012年）
バブ（2014年、花王)

#### ラジオ
有森成実の今日も猫日和（2003年、TOKYO FM)

### 作・演出・監督作品
（舞台）Run for Tomorrow（2001年） - 作・演出
（舞台）雨ふるえる（2002年） - 作・演出
（映画）記憶〜KIOKU〜（2002年） - 脚本
（映画）櫻カオル（2003年） - 脚本
（映画）月桂哀歌（2004年） - 原案・脚本・演出補
（舞台）風ながるる（2012年） - 作・演出
（舞台）うんちゃん（2015年） - 作・演出
（PV）私の一本道（2015年） - 脚色・監督
（VRドラマ）ぐるんとびー〜最後の刻〜（2017年） - 脚本・監督
（VRドラマ）Reconnect〜結いなおし〜（2017年） - 脚本・監督
（PV）炭火焼肉 ホルモン劇場 den（2017年） - 脚本・監督
（PV）MENYA KURODA（2017年） - 脚本・監督
（PV）IKIJI（2018年） - 脚本・監督
（PV）BARBER-BAR（2019年） - 脚本・監督
（舞台）Three Rage2（2020年） - 脚本（延期）
(ショートドラマ）もっこす家族（2020年） - 脚本・監督
（舞台）あっちにいく前に。（2021年） - 作・演出（中止）
（舞台）仮面夫婦の鑑（2021年） - 演出（作：横山拓也）
（舞台）チクリ、冬が胸をさす。（2022年） - 作・演出
（舞台）柏進のキャLIVE!!!50祭（2022年） - 脚色・演出（作：伊藤智博）
（舞台）青いきおく（2022年） - 演出（作：伊藤智博）
（舞台）セーブ・ザ・ダディ〜VIVID CONTACT事件簿（2022年） - 演出（作：福田晶平）